# Lauwersmeer
Het Lauwersmeer is een meer in het noorden van Nederland, op de grens van de provincies Groningen en Friesland. Het is op 23 mei 1969 ontstaan door het afsluiten van de Lauwerszee.

## Geschiedenis
De voornaamste reden voor deze afsluiting was veiligheid. Na de watersnood van 1953 stond Rijkswaterstaat voor de keuze de dijken rond de Lauwerszee te verhogen tot deltahoogte, of de zeearm af te sluiten. Onder druk van met name de Friese bevolking (actieleuze: De Lauwerssé moat ticht!) werd voor het laatste gekozen. De Groningers – met name de Zoutkampers – waren destijds minder blij met de sluiting, omdat de garnalenvloot en haven van het dorp hierdoor gedwongen moest worden verplaatst naar de nieuwe haven Lauwersoog.
Na de afsluiting zijn de hooggelegen zeebodems (die voordien tot het wad behoorden) droog komen te staan. In de eerste jaren zijn grote delen hiervan vrijwel aan hun lot overgelaten, zodat veel natuur ontstond. Langs de oude kustlijn zijn de voormalige kwelders ingericht als landbouwgebied. Door de afdamming en de voortdurende instroom van het Reitdiep, Dokkumer Ee en Dokkumergrootdiep werd het water van zout eerst brak en vervolgens zoet. De natuur veranderde hierin mee.

## Natuur

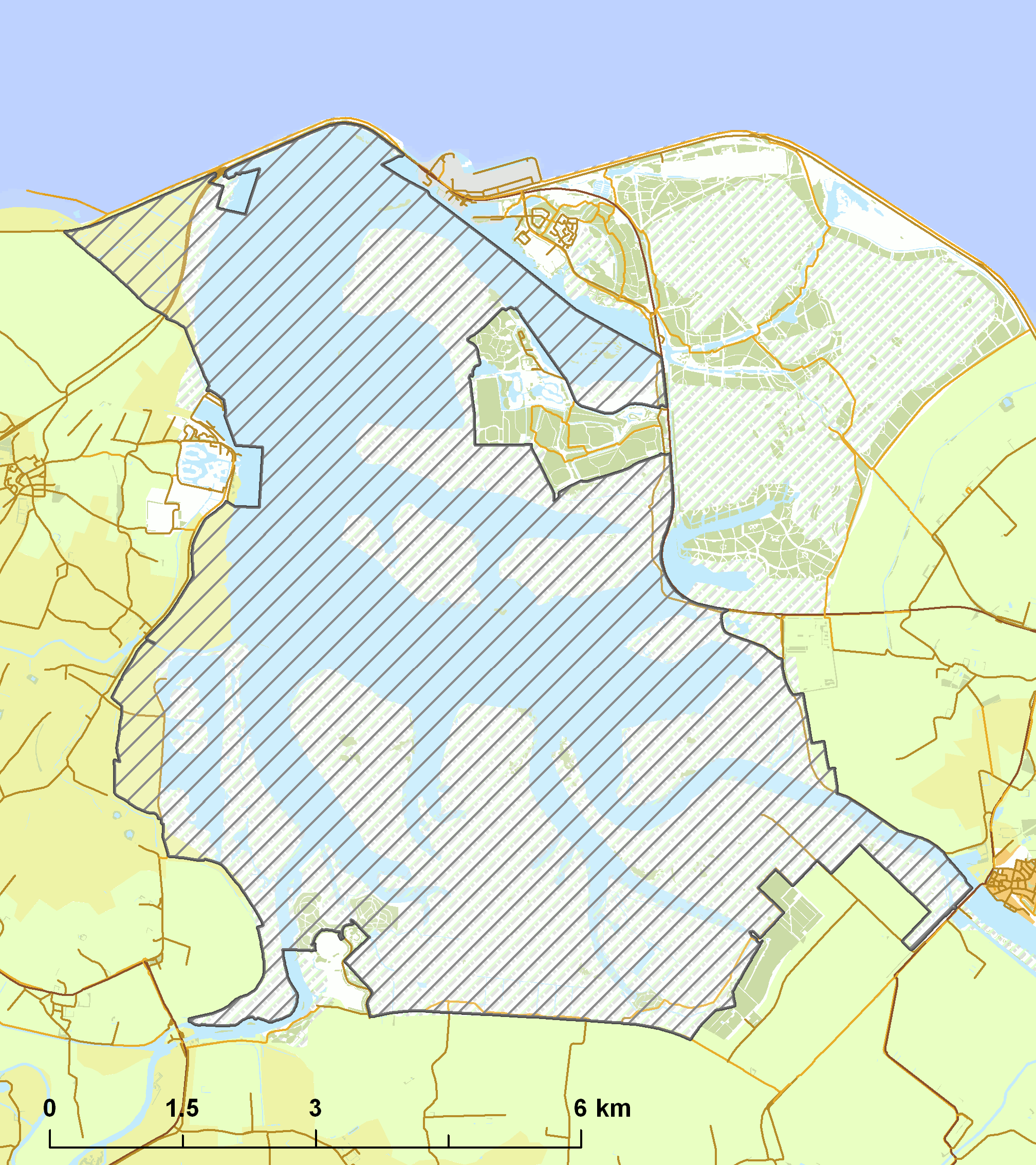
Natura 2000 gebied

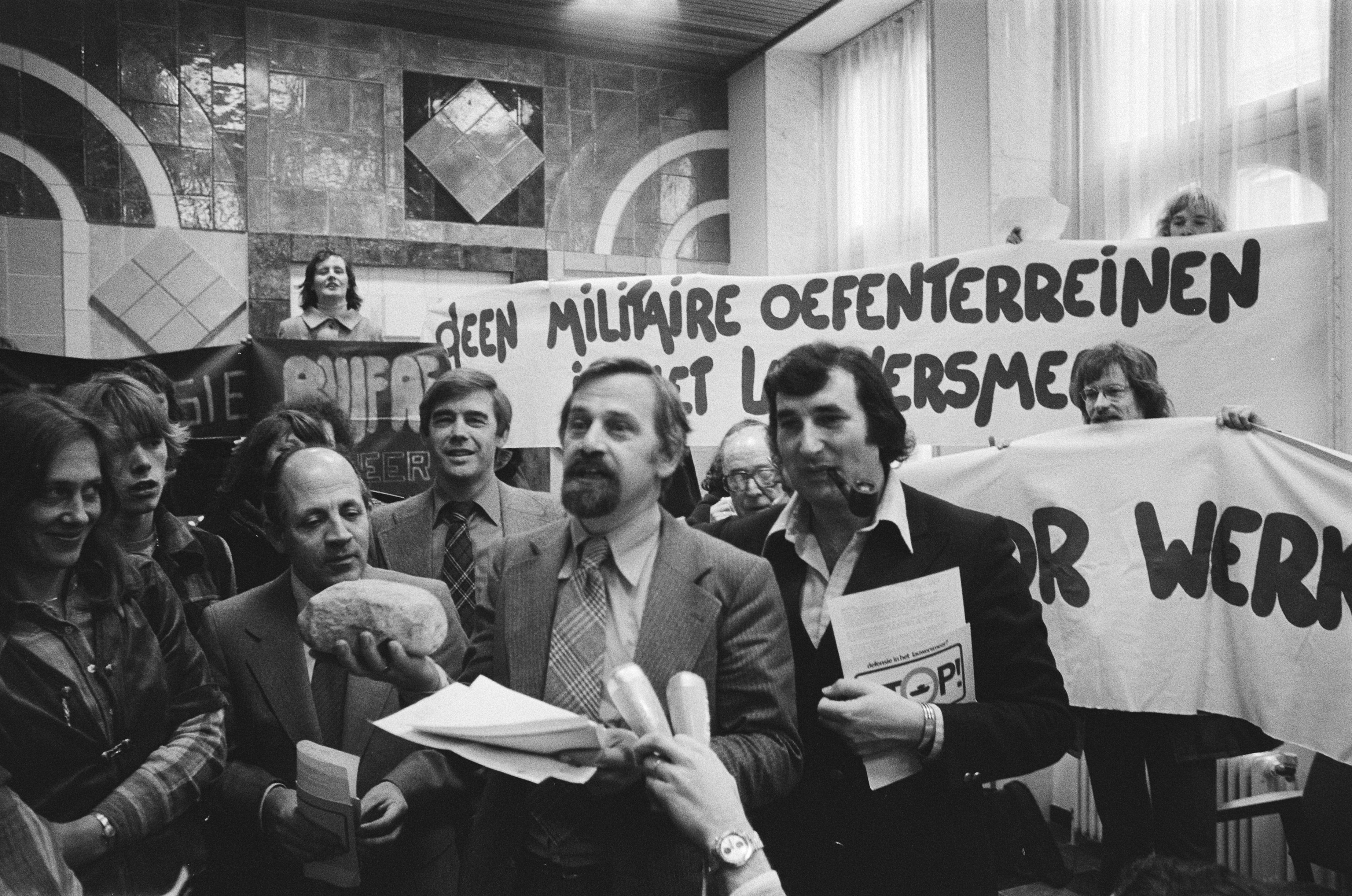
Actiecomite Lauwersmeer overhandigt petitie aan Tweede Kamer commissie van Defensie, 1978

Westelijk van de autoweg naar Lauwersoog is een groot recreatiegebied ontstaan rond het Nieuwe Robbengat. Er werd hier op grote schaal aan bosaanplant gedaan; grotendeels loofbos, maar deels ook naaldbos (Marnewaard). Niet alle bomen waren even geschikt voor de bodem. Door oppervlakkig wortelen is het meerdere malen voorgekomen dat tijdens najaarsstormen veel bomen ontworteld raakten. Net als in veel andere natuurgebieden worden ook in Lauwersmeer veel van de open vlaktes (ongeveer 2000 hectare) rondom het Lauwersmeer kort gehouden door grote grazers (zie ook beheer in Nederland), waaronder ongeveer 250 Schotse hooglanders en ongeveer 150 konikpaarden.
In het midden en oosten van het Lauwersmeergebied is vrijwel alleen natuur. Hier werd op 12 november 2003 het Nationaal Park Lauwersmeer ingesteld. Op 27 november 2004, in de finale-uitzending van het NCRV-televisieprogramma De mooiste plek van Nederland, eindigde het Lauwersmeer op de derde plaats na het Overijsselse natuurgebied De Weerribben en het Friese dorp Moddergat.

## Bebouwing

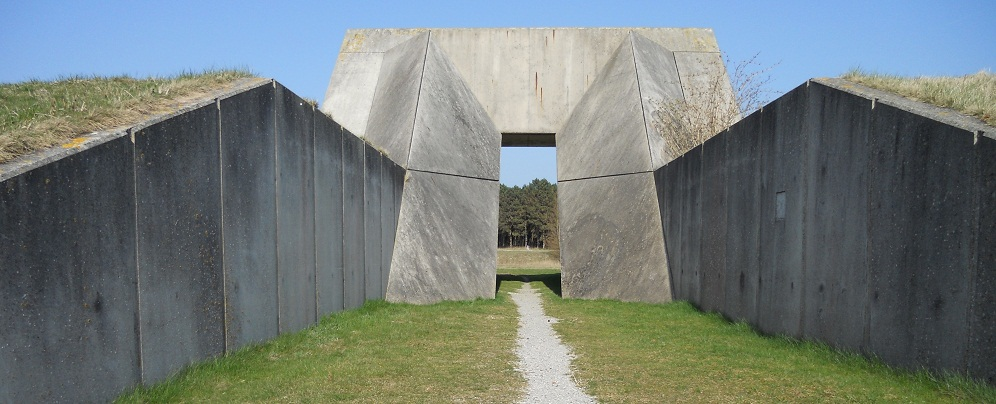
Landschapskunst aan de Strandweg in Robbenoort bij Lauwersoog.

In de jaren 1950 werd naast een tweetal militaire oefenterreinen een groot landbouwgebied gepland rond het Lauwersmeer met een gebied voor akkerbouw en een gebied voor weide en gemengde bedrijven. Binnen dit gebied werden twee dorpen gepland; een in het Friese gedeelte op de Blikplaat en een in het Groninger gedeelte. In het Groninger gedeelte zouden ongeveer 1600 mensen moeten gaan wonen, waarvan ongeveer 500 in het Groninger dorp. Door voortschrijdend inzicht werd alleen in het Groninger deel een dorp gerealiseerd: het dorp Lauwersoog nabij de haven.
In de jaren 1970 werd bij Lauwersoog het vakantiedorp Robbenoort gebouwd, in 1993 gevolgd door het vakantiedorp Suyderoogh, iets zuidelijker op de Noordelijke Ballastplaat. Het oostelijke gedeelte van Lauwersoog staat bekend als de Marnewaard en werd in de jaren 1980 tot militair oefenterrein verklaard (dit was oorspronkelijk ook het plan voor de Kollumerwaard in het zuiden, maar deze plannen werden in 1992 geblokkeerd door de Tweede Kamer). In die tijd werd ook de Willem Lodewijk van Nassaukazerne gebouwd. Eind jaren 1990 werd in de Marnewaard Marnehuizen gebouwd, het grootste oefendorp van West-Europa waar legers uit verschillende landen guerrillatechnieken voor de stadsoorlog kunnen oefenen. De voornoemde bebouwingen vormden alle onderdeel van de gemeente De Marne (die in 2019 opging in Het Hogeland). Bij de kazerne zijn begin 21e eeuw een aantal schotelantennes geplaatst als onderdeel van het Militaire Satelliet Communicatie-systeem (MilSatCom) van Defensie.
Aan westzijde van het meer (het Friese deel dat al ingepolderd was voor 1968) is bij het dorp Oostmahorn in de jaren 2000 het in historische stijl opgetrokken vakantiewoningendorp Esonstad gebouwd, waar de oude pier naar Schiermonnikoog nieuw leven is ingeblazen met een veerdienst. Ten zuiden daarvan is rond dezelfde periode het Villapark Lauwerssee gebouwd. Nog zuidelijker liggen de restanten van de kruitfabriek Kollumerwaard (jaren 1980-90).

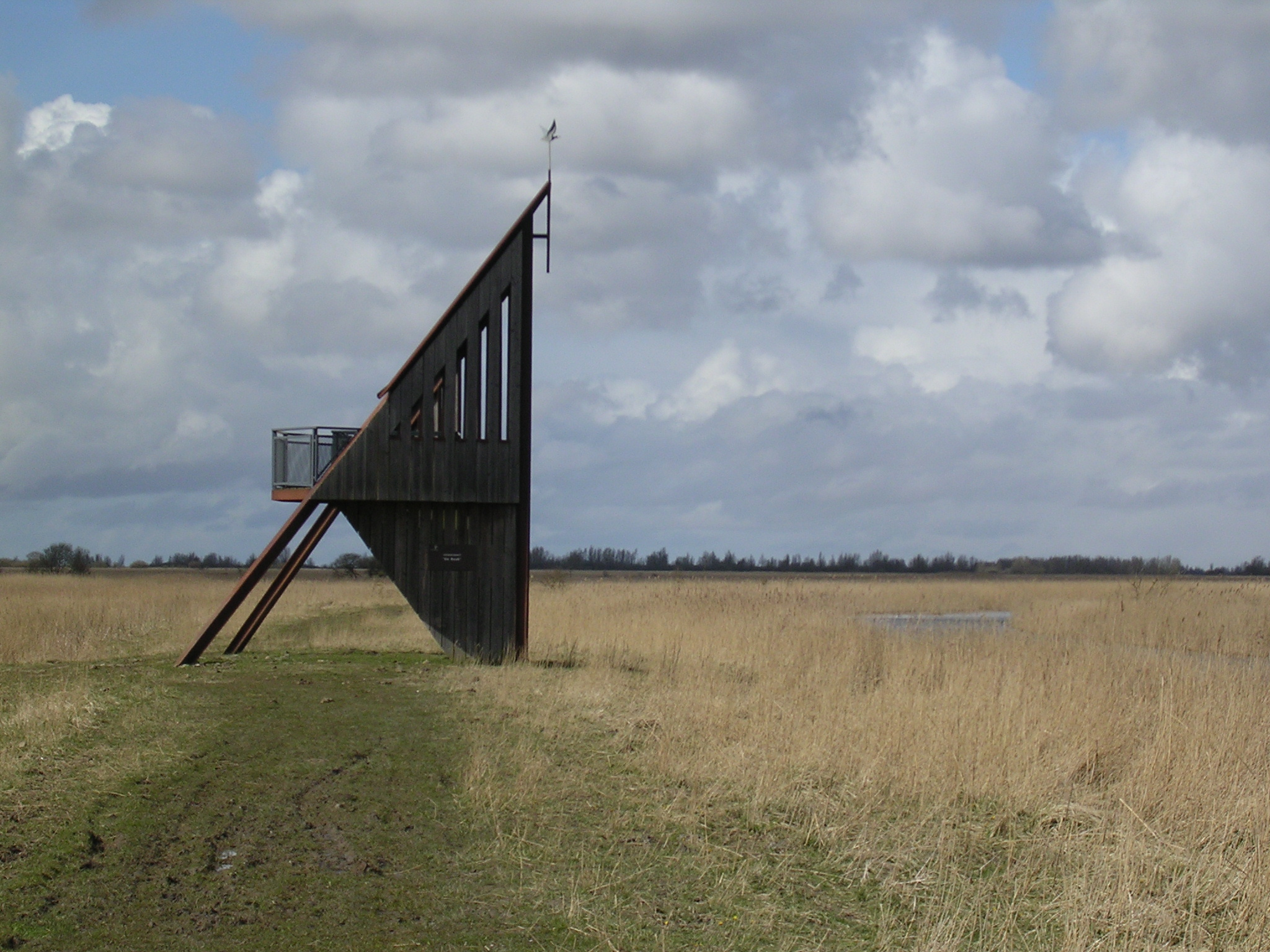
Vogelkijkhut De Baak in de Kollumerwaard

## Vogelgebied
Het Lauwersmeergebied is een belangrijk vogelgebied, waar veel watervogels leven, zoals lepelaars, grutto's en aalscholvers. Verder komen er buizerds voor en in het najaar wilde zwanen en brandganzen. Het gebied is een toplocatie voor vogelaars omdat er vele bijzondere vogelsoorten gezien kunnen worden. Belangrijke kijkgebieden zijn de Ezumakeeg aan de Friese kant van het Lauwersmeer met enkele vogelkijkhutten en een secundaire weg voor vogelaars en andere natuurliefhebbers. Vooral met de late-middag- of avondzon in de rug vinden vogelaars het schouwspel hier adembenemend. Aan de Groninger zijde is het Jaap Deensgat, met een uitkijkbult en een vogelkijkhut, en het Oude Robbengat. Bij noordwesterstormen in het najaar kijken vogelaars vaak vanaf de sluizen naar zeevogels.

## Bodemdaling
In 2007 is de NAM begonnen met gaswinning onder de Waddenzee vanaf Lauwersoog. Door de gaswinning zal de bodem van het gebied, inclusief het Lauwersmeer, gaan dalen. Bij het verlenen van een vergunning voor de gaswinning werd aangenomen dat de NAM de bodemdaling goed in de gaten zal houden en direct met de winning zal stoppen als de bodem te snel daalt. Tegenstanders van gaswinning verwachtten echter dat stoppen geen reële optie zal zijn en vroegen om vernietiging van de winningsvergunning. Indien de bodemdaling groter zou zijn dan verwacht kan dat direct gevolgen hebben voor de R.J. Cleveringsluizen bij Lauwersoog, en daarmee ook voor het Lauwersmeer. De Raad van State gaf toestemming voor de winning.

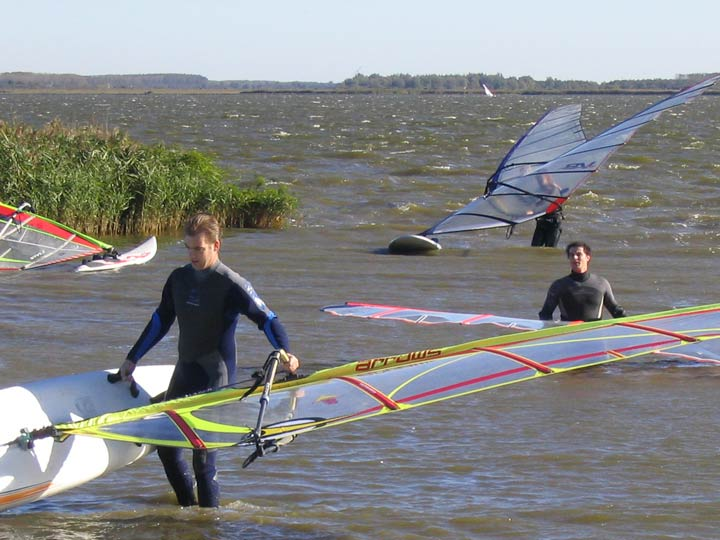
Windsurfen op het Lauwersmeer

## Sport en recreatie
Op het Lauwersmeer wordt veel aan windsurfen en kitesurfen gedaan (zie foto).
Nabij Lauwersoog ligt het centrum voor recreatie en educatie over de Wadden en het Lauwersmeer Expozee, waar exposities over het gebied zijn te bezichtigen. VVV-kantoren bevinden zich in Zoutkamp en Dokkum.
Langs het Lauwersmeer loopt de Europese Wandelroute E9. In Nederland heet het gedeelte van de wandelroute ten oosten van de pont Wad- en Wierdenpad, ten westen Friese Kustpad.

## Kruitfabriek Kollumerwaard
In het zuidelijke (Friese) gedeelte, de Kollumerwaard, bevindt zich de in onbruik geraakte Kruitfabriek Kollumerwaard van de kruitfabriek Muiden Chemie. Dit complex werd gebouwd na een ongeluk in de kruitfabriek in Muiden in 1983 en in bedrijf gesteld in 1986, om echter al een jaar later wegens illegale kruitleveranties aan Iran te worden gesloten. De vraag naar kruit daalde vervolgens, waarop in 1990 de productie werd stopgezet en het bedrijf failliet ging. Sindsdien staat het complex weg te rotten in het bos.
In de jaren erna zijn er verschillende plannen geweest voor het complex, maar zonder resultaat. De gemeente Kollumerland wil sindsdien alleen nog medewerking verlenen aan een bestemming als landbouwgrond of natuur.